# Palazzo arcivescovile di Kroměříž
Il Palazzo arcivescovile di Kroměříž (tedesco: Schloss Kremsier, ceco: Zámek Kroměříž o Arcibiskupský zámek) si trova a Kroměříž, in Repubblica Ceca, e venne usato come residenza principale dei vescovi e, dal 1777, dell'arcivescovo di Olomouc.

## Storia e descrizione
La prima residenza venne fondata dal vescovo Stanislas Thurzo nel 1497. L'edificio mostrava un tardo stile gotico con alcuni particolari tipici del Rinascimento. Durante la Guerra dei trent'anni il castello venne saccheggiato dall'esercito svedese (1643).
Fu solo nel 1664 che un vescovo della potente famiglia di Liechtenstein incaricò l'architetto Filiberto Lucchesi di rinnovare il palazzo in stile barocco. Il principale monumento creato da Lucchesi a Kroměříž è quello nel giardino che si trova davanti al castello. Dopo la morte di Lucchesi, avvenuta nel 1666, Giovanni Pietro Tencalla ne completò il lavoro utilizzando per il palazzo uno stile della scuola torinese cui apparteneva.
Dopo aver subito un violento incendio nel marzo 1752, due artisti imperiali, Franz Anton Maulbertsch e Josef Stern, iniziarono a decorare le sale del palazzo con le proprie opere. Oltre ai loro dipinti il palazzo ospita anche una collezione d'arte che comprende l'ultimo dipinto mitologico del Tiziano, l'Apollo e Marsia. Buona parte della collezione venne acquistata dal vescovo Carlo di Liechtenstein a Colonia nel 1673. Il palazzo contiene anche un archivio musicale e una biblioteca di oltre 33 000 volumi.
L'UNESCO mise questo luogo tra i patrimoni dell'umanità. Come spiegato nel dossier, "il castello è un buon esempio di aristocrazia o nobiltà che è largamente sopravvissuta in Europa. Il Giardino delle Delizie, per contrasto, è un raro esempio di giardino barocco".. Oltre ai normali parterre si trova un atipico giardino all'inglese del XIX secolo, in seguito danneggiato durante le alluvioni del 1997.
Gli interni del palazzo vennero usati spesso da Miloš Forman come ambiente per simulare il palazzo imperiale di Hofburg di Vienna durante le riprese di Amadeus (1984), basato sulla vita di Wolfgang Amadeus Mozart (che in realtà non visitò mai Kroměříž). Il salone principale venne usato anche per il film Amata immortale (1994), nella scena del concerto per pianoforte.